# Квантумизам
Квантумизам (лат. Quantumismus) књижевни је правац који је установио Енес Халиловић у својој песничкој књизи Бангладеш (2019). Ову књигу је пратио и текст Манифест квантумизма. У питању је доживљај књижевности кроз снагу фрагмената и позив на анализирање честица које покрећу тумачење књижевног дела.

## Види више
- Манифест квантумизма